# Kota (folk i Gabon)
Kota (plural bakota, även kuta/bakuta) är en etnisk grupp som tillhör bantu och som lever i Ogooué-Ivindo-provinsen i den nordöstra delen av Gabon och i Kongo-Brazzaville. Hos fang är de kända som mekora. Det finns flera undergrupper vilka också har olika dialekter, t.ex. ndambomo, mahongwe, ikota-la-hua, sake, menzambi och bougom. Antalet personer som talar kota (eller ikota) har uppskattats till 45 000, av vilka 35 000 bor i Gabon och 10 000 i Kongo-Brazzaville. De utgör majoriteten av befolkningen i den regionala huvudstaden Makokou.

## Namn
Innebörden av ordet kota/bakota är oklar, men den kan härledas från ordet kota, som betyder att binda/att fästa/att länka, vilket antyder att de ser sig själva som ett enat folk bundet av ett gemensamt öde.

## Språk
Deras språk kallas iKota, men kallas även för bakota, ikuta eller bara kota. Språket har flera dialekter. Vissa av dessa dialekter innehåller i sig regionala variationer av något slag. Den svenske missionären Karl Edvard Laman dokumenterade flera dialekter under sin resa i Kongo-Brazzaville under 1918.

## Historia
Kota kom till sina nuvarande områden efter att ha genomfört en serie migrationer som började nordost om Gabon och Kongo, möjligen nära Sudan. Dessa folkvandringar började på 1700-talet och var pågående när europeer kom till området cirka 150 år senare. Till skillnad från fang, deras grannar i öster som tog strid, valde kota att emigrera. Europeiska referenser från 1870-talet placerar kota där de är idag. Kristna missionärer som kom in i området i början av 1900-talet kristnade många av kota. Som ett resultat förstördes, begravdes, eller i vissa fall kastades många av konstföremålen med koppling till deras traditionella religion. Sedan 1930-talet har ansträngningar gjorts av européer för att lokalisera dessa föremål. Ofta har kota själva grävt upp föremålen och sålt dem till museer i Europa och Nordamerika.
De kota som befinner sig i Kongo-Brazzaville har placerats främst i de nordliga delarna men vissa grupper har tagit sig längre söderut.

## Social organisation och kultur
Kota är traditionellt ett patriarkalt samhälle, men några av undergrupperna har över tiden antagit ett matrilineärt system, t.ex. mahongwe (Mahongwe betyder "från din far"). Politiskt har Kota klassificerats under den omtvistade kategorin "statslösa samhällen". De har en stark jämlikhetsbakgrund, som i vissa fall går över ålders- och könsgränser. Barnen lärs värdera tradition, respekt för äldre och begreppet "Ewele" (löst översatt som "stolthet").

### Hemliga sällskap och initiationsriter
Kota har fått uppmärksamhet för sina omskärelseritualer och ritualer för änkors rening. Dessa är i allmänhet hemliga.

### Religion
De flesta kota är romersk-katolska. Området i Gabon de bor i är hem för Makokous apostoliska församling (Apostolic Vicariate of Makokou) vilken har rötter i den kristna missionen. Kota i Kongo-Brazzaville har påverkats av den svenska kongomissionen.

### Mbulu ngulu – väktarfigurer

Mbulu ngulu från kota insamlad av svenske missionären Efraim Andersson.

Kota är kända för sina väktare i koppar och mässing, som är en del av en mäktig religiös och mystisk ordning känd som bwete. De beskrivs felaktigt ibland även som en typ av dansmask och relikvarium (även om det naturligtvis inte är relikvarium i kristen konktext). Figurerna är gjorda av trä och prydda med metallplattor i mässing eller koppar. De har konvexa eller konkava ansikten, ibland tvåsidiga likt en janusfigur. Konvexa ansikten har sagts vara manliga och de konkava kvinnliga. Traditionellt har dessa figurer satts upp som väktare för korgar som innehåller kvarlevor, framför allt kranier, efter viktiga personer, t.ex. hövdingar.
Det är dock oklart om dessa figurer gjordes av kota själva eller av andra människor som bor i samma område i Gabon. På iKotaspråket kallas dessa figurer mbulu ngulu och mbulu viti, termer som den svenske missionären Efraim Andersson föreslagit bör användas även i vetenskapliga sammanhang.
När folket i Gabon började konvertera till kristendomen på 1700- och 1800-talen började missionärer och koloniala tjänstemän samla in dessa figurer. Idag finns de flesta mbulu ngulu på museer i Europa och Nordamerika. De har sagts vara en stor inspirationskälla för Pablo Picasso. I Sverige finns åtminstone 37 stycken på Etnografiska museet, Stockholm och på Världskulturmuseet, Göteborg.

## Kongomissionen och kota
Flera av missionärerna inom den svenska kongomissionen kom i kontakt med kota under framför allt åren 1917–1950 när man utökade sin verksamhet till områden i Kongo-Brazzaville där kota hade slagit sig ner vid denna tid. Missionsstationerna vid Kolo, Indo, Madouma och Zanega låg i områden där kota fanns. Några av de missionärer som har skrivit om sina möten med koto, och fotograferat och samlat in föremål, är Teofil Ceder, Gustaf Arvid Jacobsson, Karl Edvard Laman, Selma Laman, Edvard Karlman, Josef Öhrneman, Oscar Burell, Oscar Morfelt, Efraim Andersson och Bertil Söderberg. Det finns flera samlingar med föremål och fotografier på Etnografiska museet, Stockholm och Världskulturmuseet, Göteborg. Öhrneman filmade under sina resor 1927 och på 1940-talet gjorde Söderberg ljudinspelningar.